# گوهرشاد بیگم
گوهرشاد بیگم (۷۸۰ - ۹ رمضان ۸۶۱ ه‍.ق) معروف به گوهرشاد آغا و مهدعلیا، از زنان اشرافی مغولی خاستگاه ایلخانی و سیاستمداران دوره تیموریان است. او زنی بسیار قدرتمند، نیکوکار، ثروتمند، ادب دوست، هنرپرور و خردمند بود.
گوهرشادبیگم همسر سلطان شاهرخ تیموری بود که پس از پدرش امیر تیمور، به مدت ۴۳ سال بر مناطق وسیعی از ایران حکمرانی کرد و توسط او در سال ۱۴۰۵ م پایتخت تیموریان از سمرقند به هرات منتقل شد.

## خانواده
پدر گوهرشاد آغا، «غیاث‌الدین تَرخان» بود که از بزرگان خاندان تیموری به‌شمار می‌آمد و در جنگ‌های بزرگی شرکت داشت و لقب «تَرخان» به او داده شده بود. ترخان یا آغاجی یا آغجی، عنوان منصب خاصی در دستگاه امرای ماوراءالنهر و خراسان بوده‌است که دارندهٔ این منصب، واسطه میان سلطان و مردم بوده، و به خاطر حشمت و نفوذی که داشته، بدون التزام به رعایت نوبت و رخصت، نزد سلطان بار می‌یافته‌است. در دوره ایلخانی، اغلب برای متصدی عنوان «آغاجی» از لقب «ترخان» استفاده می‌کرده‌اند.
مادر او «بانو خان‌زاده بیگم» بود که در ماه رجب سال ۸۱۴ ه‍.ق در مشهد درگذشت و در جوار حرم امام رضا مدفون است.

## زندگی و فعالیت‌ها

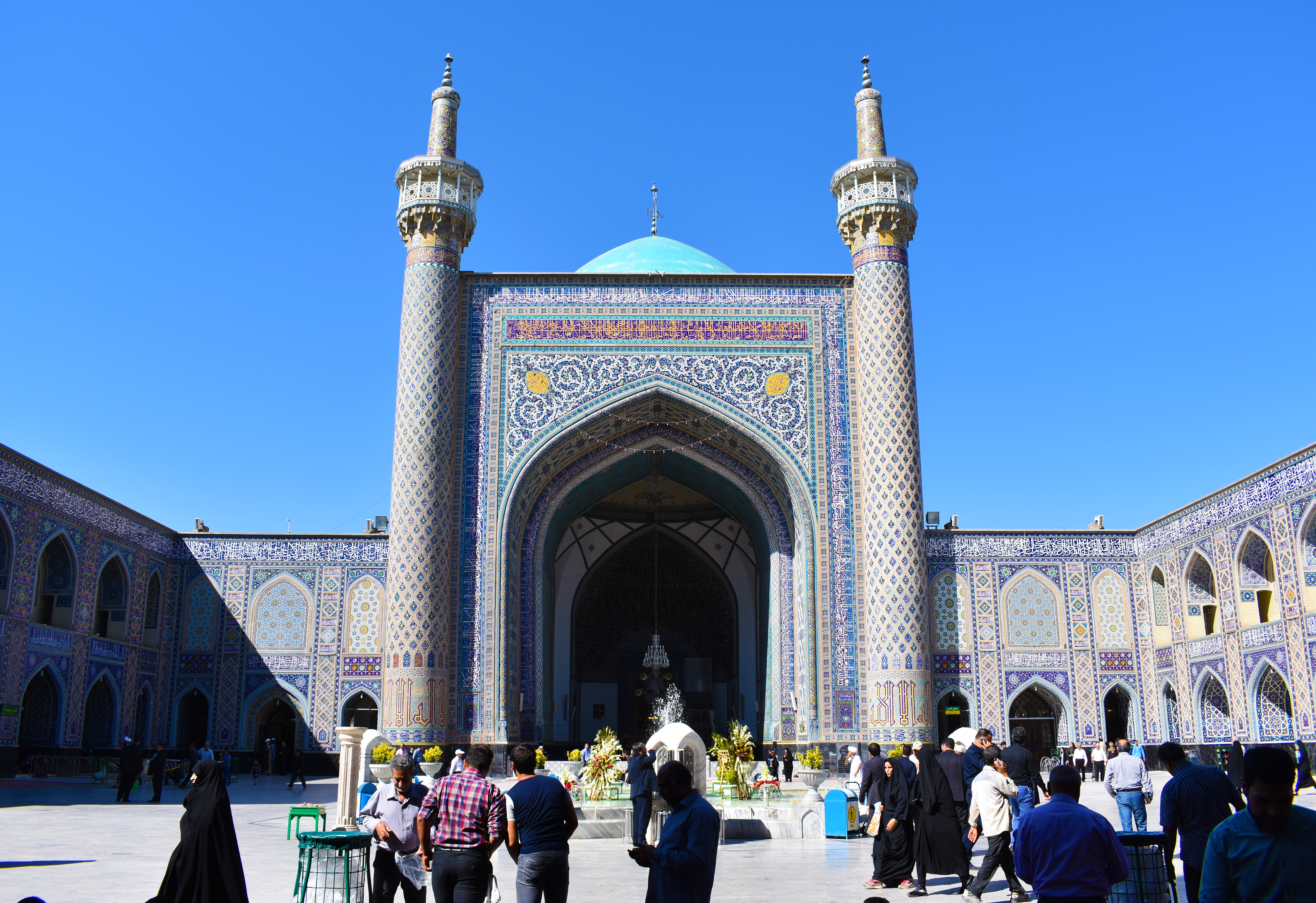
مسجد گوهرشاد هم جوار با گنبد حرم رضوی

تحت حمایت گوهرشاد، زبان فارسی و فرهنگ ایرانی به عنصر اصلی در دربار تیموریان ارتقاء یافت. او و همسرش سلطان شاهرخ تیموری، نوعی رنسانس فرهنگی، از طریق صرف حمایت بی‌دریغ خود از هنر و جذب هنرمندان، معماران، فیلسوفان و شاعران به دربار خود به‌وجود آوردند. عبدالرحمن جامی یکی از مشهورترین هنرمندانی بود که تحت حمایت ایشان قرار گرفت. گوهرشاد به تاریخ و ادبیات علاقه‌مند بود و مهری هروی، از زنان شاعر نامدار قرن نهم، مصاحب و ندیمه او بود. بسیاری از نمونه‌های بدیع معماری دوره تیموری در هرات هنوز باقی است و امروزه آثار معماری، مینیاتور، کتب خطی، آثار خوشنویسی و دیگر هنرهای صناعی به‌جا مانده از آن دوران، از ممتازترین آثار هنری در جهان محسوب می‌شوند.
از آثار و بناهای خیریه‌ای که توسط گوهرشاد خاتون بنا شد، مسجد جامع، مدرسه و خانقاه شهر هرات افغانستان و مسجد جامع مشهد در ایران بیش از همه اهمیت دارند که در هر دو شهر به نام «مسجد گوهرشاد» موسوم و مشهور می‌باشند و از شاهکارهای هنر معماری و کاشی کاری قرن نهم هجری به‌شمار می‌روند. همچنین او آثار ارزنده‌ای در حرم امام رضا و اطراف آن پدیدآورد، از جمله دو رواق «دارالحفاظ» و «دارالسیاده» را بنا کرد. معمار این دو رواق و دو مسجد در هرات و مشهد، قوام‌الدین شیرازی بود.
در سال ۸۵۰ ه‍.ق/۱۴۴۷ م شاهرخ میرزا با وجود بیماری، به تشویق گوهرشاد برای سرکوبی نوه‌اش سلطان محمد بایسنقر به اصفهان لشکرکشی کرد و در همان‌جا درگذشت. شاهرخ جمعی از سادات، بزرگان و علمای آن شهر را به اتهام همکاری با سلطان محمد دستگیر و تبعید نمود و به تحریک گوهرشاد خاتون، «شاه علاءالدین محمد» که از سادات و بزرگان و نقبای اصفهان بود به دار آویخته شد.
پس از مرگ شاهرخ، گوهرشاد با کشمکش‌ها و نزاع‌های فراوان، نوه مورد علاقه خود را به تاج و تخت نشاند و برای ده سال عملاً فرمانروای امپراتوری بزرگی بود که از دجله تا مرزهای چین امتداد داشت.
پسران او الغ بیگ در سمرقند، سلطان ابراهیم میرزا در شیراز و بایسنقر میرزا در هرات نه تنها حاکمانی گشاده‌دست در حمایت از هنرها و علوم بودند بلکه خود هنرمندانی قابل و دانشمندانی کم‌نظیر به‌شمار می‌روند.

## مرگ
گوهرشاد پس از سن ۸۰ سالگی در نهم رمضان سال ۸۶۱ ه‍.ق/۱۹ ژوئیه ۱۴۵۷ م در جریان قیام میرزا ابوالقاسم بابر در دوره سلطنت سلطان ابوسعید، به دسیسهٔ جمعی از امرا و مشاوران سلطان ابوسعید به دستور آن پادشاه در شهر هرات کشته شد و در کنار قبر فرزندش شاهزاده بایسنقرمیرزا و همسرش سلطان شاهرخ تیموری در مجموعه مدرسه و مسجد گوهرشاد هرات به خاک سپرده شد که آرامگاه او هنوز باقی است.